# Parque natural de la Sierra de Montsant
El Parque Natural de la Sierra de Montsant (en catalán Parc Natural de la Serra de Montsant) es un espacio natural protegido español que protege 11 755,82 ha de la Sierra de Montsant, situada en la provincia de Tarragona, Cataluña, dentro de la comarca de El Priorato.

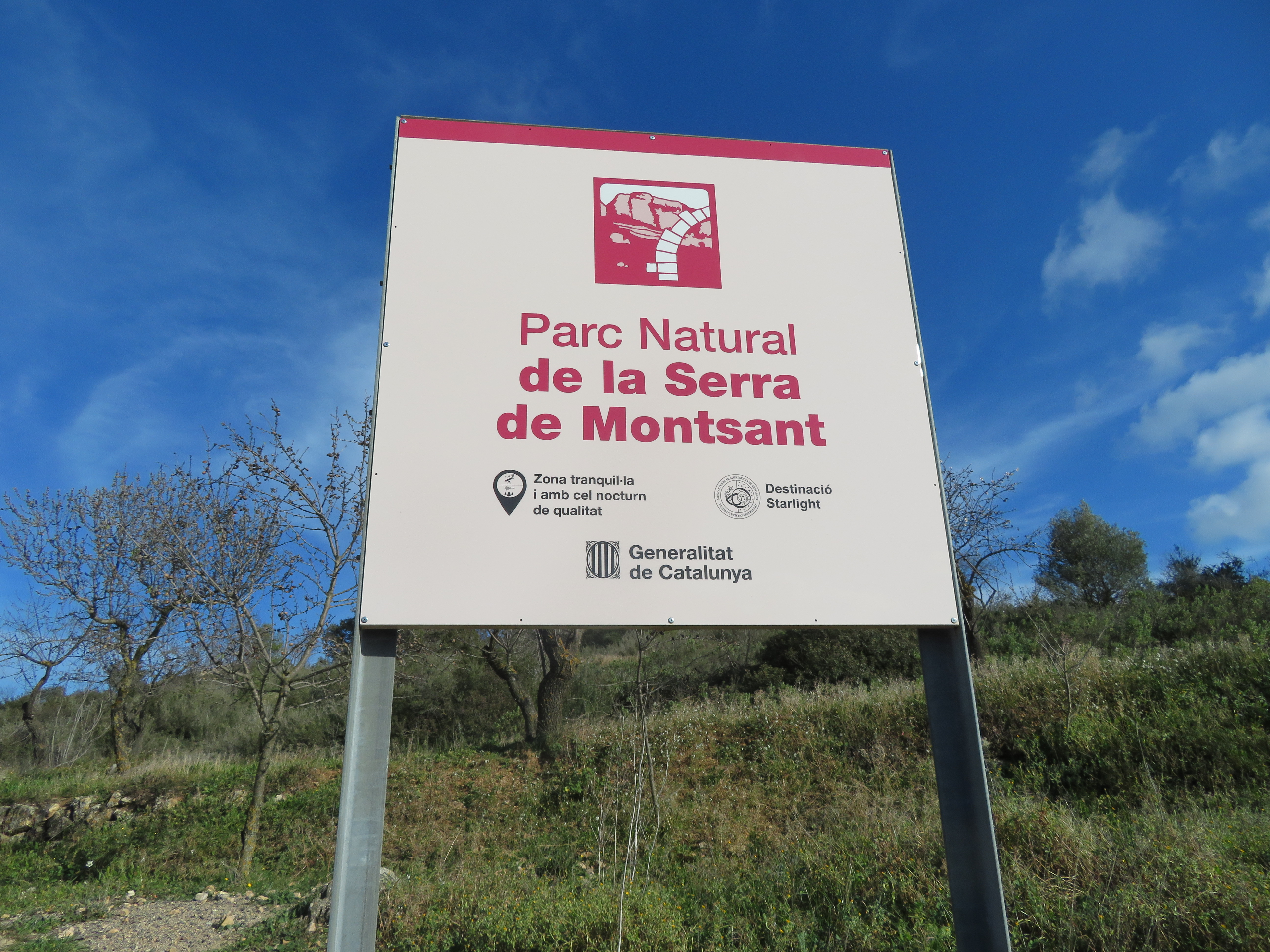
Parque Natural de la Sierra de Montsant-Parc Natural de la Serra de Montsant (Tarragona)

Incluye parte de los municipios de La Morera de Montsant, Ulldemolins, Margalef, Cabacés, Cornudella de Montsant, La Vilella Alta, La Vilella Baixa, La Bisbal de Falset y La Figuera.
El Parlamento de Cataluña el año 2002 aprobó su declaración de parque natural con el objeto de proteger sus valores geológicos, biológicos, paisajísticos y culturales, respetando el desarrollo sostenible de sus aprovechamientos.
La cima de la Roca Corbatera de 1163 metros es la máxima altitud del parque.

## Regulación de la actividad de escalada
La escalada es una actividad de larga tradición en Cataluña, y en la sierra de Montsant es una de las ofertas deportivas que el macizo ofrece a los visitantes. La roca de esta zona tiene unas calidades excepcionales para la escalada, distintas del conglomerado habitual del resto de escuelas, y presenta multitud de agujeros y fisuras muy interesantes.

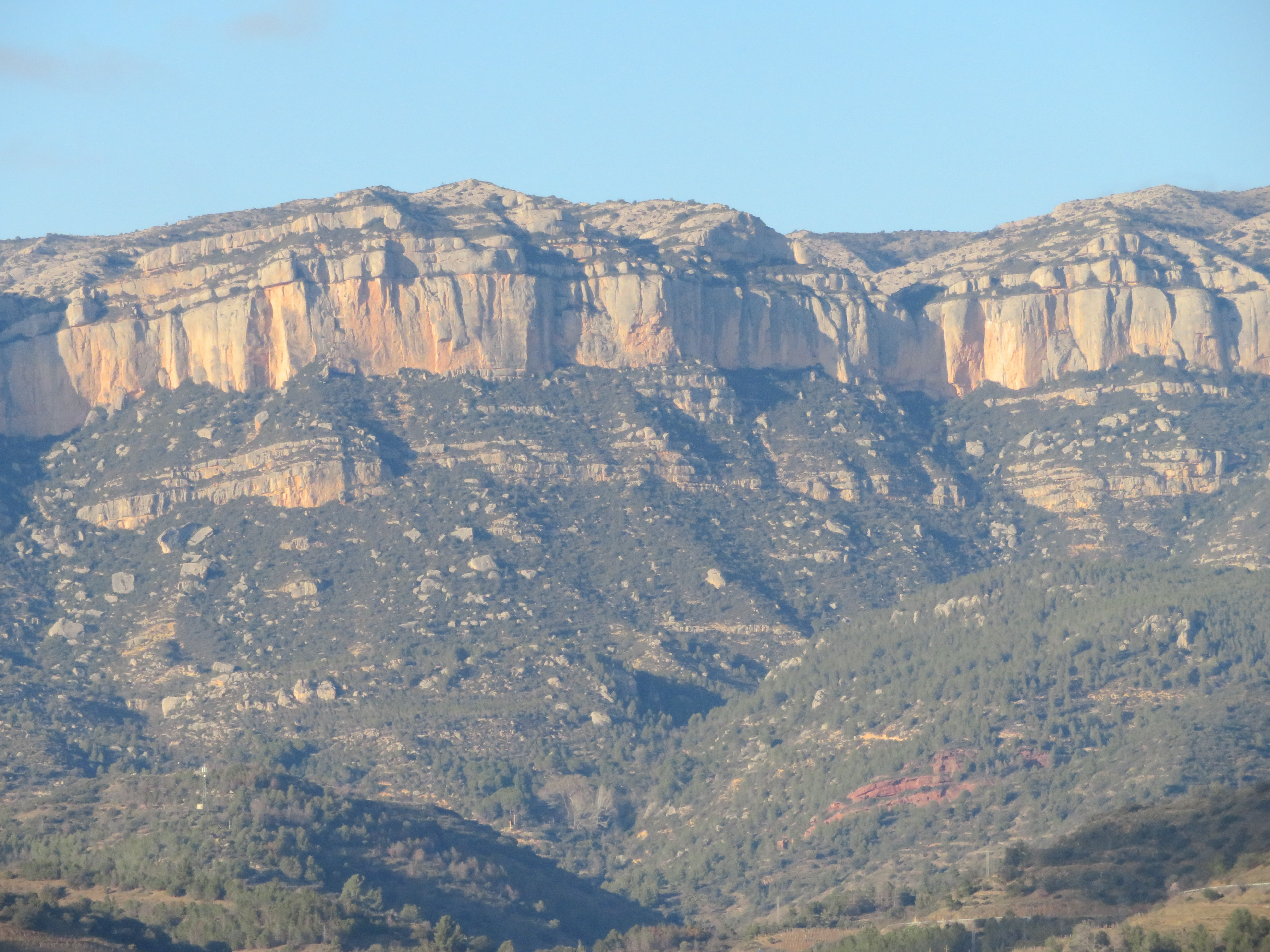
Sierra de Montsant

Desde los inicios de la práctica de este deporte en la región, se han incrementado significativamente las vías de escalada deportiva y han surgido vías ferratas, especialmente desde el inicio de la década de los noventa.
Vista la inquietud de la gente del territorio respecto a la compatibilización de ciertas actividades con la protección del patrimonio natural, el órgano gestor del parque, en el desarrollo de las competencias que tiene asignadas y la aplicación de la legislación vigente, impulsó la creación de la Comisión para la Regulación de la Escalada, con la participación de varios agentes sociales (propietarios, escaladores, la Federación de Entidades Excursionistas de Cataluña, el Departamento de Medio Ambiente y Vivienda, etc.), para consensuar las medidas reguladoras de forma que todas las partes implicadas estuvieran representadas.
o Zona libre: se puede practicar la escalada en ella sin necesidad de autorización. Antes de abrir una nueva vía, debe haberse notificado al parque.
o Zona condicionada: se puede practicar la escalada en ella desde el 15 de julio hasta el 31 de diciembre. Antes de abrir una nueva vía, hay que obtener la autorización del parque.
o Zona prohibida: no se puede escalar en ella ni abrir nuevas vías.